# Arthrocnodax gemmarum
Arthrocnodax gemmarum är en tvåvingeart som beskrevs av Jean-Jacques Kieffer 1895. Arthrocnodax gemmarum ingår i släktet Arthrocnodax och familjen gallmyggor.
Artens utbredningsområde är Frankrike. Inga underarter finns listade i Catalogue of Life.